# Большая Ржакса
Больша́я Ржа́кса — село в Ржаксинском районе Тамбовской области России. 
Административный центр Большержаксинского сельсовета.

## История
Село Большая Ржакса впервые упоминается в ревизской сказке 1719 года как деревня Ржакса Тамбовского уезда. Названо по реке Ржаксе, правому притоку Вороны. Позже село относилось к Борисоглебскому и Кирсановскому уездам. В «Списке населённых мест по сведениям 1862 года» указано второе название села — Никольское, данное по имевшейся здесь церкви святителя Николая Чудотворца. В Тамбовских епархиальных ведомостях сообщается, что, по рассказам старожилов, первыми поселенцами здесь были однодворцы из села Юрьево Козловского уезда.
В 1773 году на средства крестьян-прихожан в селе была построена деревянная церковь во имя святителя Николая Чудотворца, просуществовавшая до 1912 года. В 1889 году был заложен новый каменный храм с колокольней в стиле эклектики, который был освящён в 1911 году. Приход находился в ведении Тамбовского преосвященного.
В 1815 году от прихода Ржаксы отделилось село Золотовка, где был построен свой храм и образовался самостоятельный приход. В 1862 году от Ржаксы отделилось ещё село Семёновка, где также был образован отдельный приход.   
Все жители села были православными, но в 1906 году приехал лавочник Сергей Петрович Заикин, молоканин, который переманил в молоканство ещё две семьи, бывших потомками прежних молокан. В 1911 году в Ржаксе проживало 4 двора молокан — 12 душ обоих полов и 4 двора хлыстов — 15 душ обоих полов. В 1916 году две семьи молокан — 14 душ обоих полов и 4 двора хлыстов — 11 душ обоих полов. Против сектантов велись беседы в храме и раздавались брошюры.
В «Историко-статистическом описании Тамбовской епархии» 1911 года указано как село Ржакса. В те годы там было 300 дворов, в которых проживали 1505 душ мужского пола и 1500 душ женского пола, земледельцы. Имели по 1 десятине и 8 саженям земли на душу в трёх полях. Население села составляли великороссы. 
Село Ржакса было центром Ржаксинской волости Кирсановского уезда Тамбовской губернии и находилось на тракте из Кирсанова в Борисоглебск. В селе ежегодно проводились две ярмарки, по понедельникам действовал базар. В начале 1910-х годов в Ржаксе имелись женская церковно-приходская и мужская земская одноклассные школы, фельдшерский пункт, при храме действовала библиотека. По состоянию на 1916 год все жители села были бывшими государственными крестьянами. В состав прихода входило 310 домов, 1680 душ мужского пола и 1650 женского пола. Всех семейств, в которых есть призванные на Первую мировую войну, кроме состоящих на действительной военной службе, в Ржаксе числилось 170.
В 1928 году село вошло в состав Ржаксинского района Тамбовского округа Центрально-Черноземной области, вероятно, к этому времени за ним окончательно было закреплено название Большая Ржакса. С 1934 года — в составе Воронежской области, с 1939 года — Тамбовской области.
В 1927 году местный храм закрыли и переоборудовали под зернохранилище. Некоторое время в нём находилась мастерская, в которой ремонтировали тракторы и автомобили. В результате внутренний интерьер церкви был полностью уничтожен. Здание находилось в полуразрушенном состоянии, но уцелело. В 1992 году возвращен верующим, начались работы по его восстановлению. 26 декабря 2012 года приход включен в состав новообразованной Уваровской епархии. В настоящее время Никольский храм восстановлен, в нем проходят регулярные богослужения. Храм признан памятником архитектуры.

## География
Расположено в 13 км к востоку от райцентра, пгт Ржакса, и в 87 км к юго-востоку от Тамбова.

### Часовой пояс
Село Большая Ржакса, как и вся Тамбовская область, находится в часовой зоне МСК (московское время). Смещение применяемого времени относительно UTC составляет +3:00.

## Население
| 2002 | 2010 |
| ---- | ---- |
| 715  | ↘572 |

Согласно результатам переписи 2002 года, в национальной структуре населения русские составляли 99% от жителей.